# French coffee
French coffee (Nederlands: Franse koffie) is hete sterke koffie met een scheut Grand Marnier of Cointreau-likeur afgedekt met half geslagen, ongezoete room. Deze koffie wordt Frans genoemd omdat de gebruikte likeur uit Frankrijk komt. Het is daarmee een Franse variant van de Irish coffee en wordt wel als after dinner (na het avondeten) koffie geschonken.
Een variant van French coffee is met cognac en (bruine) suiker.